# Cantone di Caulnes
Il Cantone di Caulnes era una divisione amministrativa dell'Arrondissement di Dinan.
A seguito della riforma approvata con decreto del 13 febbraio 2014, che ha avuto attuazione dopo le elezioni dipartimentali del 2015, è stato soppresso.

## Composizione
Comprendeva 8 comuni:
- Caulnes
- La Chapelle-Blanche
- Guenroc
- Guitté
- Plumaudan
- Plumaugat
- Saint-Jouan-de-l'Isle
- Saint-Maden